# آني ريس
آني ريس  (بالنرويجية: Annie Riis‏)، (29 أكتوبر 1927، أوسلو في النرويج - وفاة فبراير 2020)؛ هي كاتِبة وشاعرة نرويجية مُتخصِّصة في أدب الأطفال، مترجمة .

## روابط خارجية
- آني ريس على موقع ميوزك برينز (الإنجليزية)